# 渋川敬典
渋川 敬典（しぶかわ よしのり、天保9年（1838年） - 明治37年（1904年））は、幕末・明治期の天文学者。江戸幕府最後の天文方である。渋川敬直の嫡男。通称孫太郎。
8歳の時に天保の改革の反動によって父が廃嫡・流刑となったため、家督は叔父の渋川佑賢が継ぐことになる。ところが、安政4年（1857年）に天文方を継いだばかりの佑賢が急死したため、翌年急遽、敬典が天文方を継承した。明治2年（1869年）に天文方が廃された後は、大学星学局に属した後、東京天文台職員として出仕した。
渋川家の代々の墓所は品川の東海寺大山墓地だが、敬典の墓石は存在していない。